# The Law of Men
The Law of Men é um filme mudo do gênero drama produzido nos Estados Unidos e lançado em 1919.